# شهرستان ژنگان
شهرستان ژنگان (به لاتین: Zheng'an County) یک شهرستان‌های جمهوری خلق چین در چین است که در زونیای واقع شده است.